# This Is Not/...In a Bag
This Is Not/...In a Bag è un singolo promozionale del gruppo musicale statunitense Static-X, estratto dal secondo album in studio Machine, pubblicato nel 2001.

## Tracce
1. This Is Not – 2:57
2. ...In a Bag – 4:22